# Courtney Dolehide
Courtney Dolehide (Hinsdale, 25 maart 1992) is een voormalig tennisspeelster uit de Verenigde Staten van Amerika. Zij is de oudere zus van Caroline Dolehide, die ook tennis speelt.
In 2009 verkreeg ze samen met Kristie Ahn een wildcard voor de US Open op het vrouwendubbelspeltoernooi.
Zij was, uitsluitend binnen de Verenigde Staten, actief in het ITF-tennis van 2008 tot en met 2010.

## Posities op deWTA-ranglijst
Positie per einde seizoen:
| jaar | rang enkelspel | rang dubbelspel |
| ---- | -------------- | --------------- |
| 2009 | 470            | 666             |
| 2010 | –              | 640             |

## Resultaten grandslamtoernooien
| Legenda | Legenda                          |
| ------- | -------------------------------- |
| g.t.    | geen toernooi gehouden           |
| l.c.    | lagere categorie                 |
| –       | niet deelgenomen                 |
| G       | uitgeschakeld in de groepsfase   |
| 1R      | uitgeschakeld in de eerste ronde |
| 2R      | uitgeschakeld in de tweede ronde |
| 3R      | uitgeschakeld in de derde ronde  |
| 4R      | uitgeschakeld in de vierde ronde |
| KF      | uitgeschakeld in de kwartfinale  |
| HF      | uitgeschakeld in de halve finale |
| F       | de finale verloren               |
| W       | het toernooi gewonnen            |
| w-v     | winst/verlies-balans             |

### Vrouwendubbelspel
| Toernooi        | 2009 |
| --------------- | ---- |
| Australian Open | –    |
| Roland Garros   | –    |
| Wimbledon       | –    |
| US Open         | 1R   |